# Stalno predstavništvo Republike Slovenije pri Evropski uniji
Stalno predstavništvo Republike Slovenije pri Evropski uniji je diplomatsko-konzularno predstavništvo (stalno predstavištvo) Republike Slovenije pri Evropski uniji s sedežem v Bruslju (Belgija).
Trenutna vodja stalnega predstavništva (veleposlanica) je Metka Ipavic.

## Veleposlaniki
- Metka Ipavic (2025-danes)
- Iztok Jarc (2019-2025)[2]
- Janez Lenarčič (2016-2019)
- Rado Genorio (2010-2016)
- Igor Senčar (2005-2010)
- Ciril Štokelj (2002-2005)
- Marko Kranjec (1997-2002)
- Boris Cizelj (1993-1997)